# Московченко Юрій Дмитрович
Юрій Дмитрович Московченко (позивний «Митрич»; нар. м. Чернігів) — український військовослужбовець, полковник Збройних сил України, учасник російсько-української війни. Лицар ордена Богдана Хмельницького II та III ступенів.

## Життєпис
Родом з Чернігова.
Закінчив Донецьке вище військово-політичне училище інженерних військ і військ зв'язку, Національну академію оборони України. Служив у Південній групі військ (Угорщина), від 1992 — в Україні. Учасник миротворчої місії в Лівані.
У 2018—2020 роках брав участь в боях в зоні АТО. Потім виконував обов'язки начальника управління сил підтримки ОК «Північ» Збройних сил України.
У перші дні повномасштабного російського вторгнення в Україну під командуванням полковника Юрія Московченка було підірвано 20 мостів, щоб перешкодити російським окупантам захопити Чернігів.

## Нагороди
- орден Богдана Хмельницького II ступеня (10 березня 2022) — за особисту мужність і самовіддані дії, виявлені у захисті державного суверенітету та територіальної цілісності України, вірність військовій присязі[2];
- орден Богдана Хмельницького III ступеня (3 листопада 2020) — за особисту мужність, виявлену під час бойових дій, зразкове виконання військового обов’язку та високий професіоналізм[3].